# 豪爾卡尼

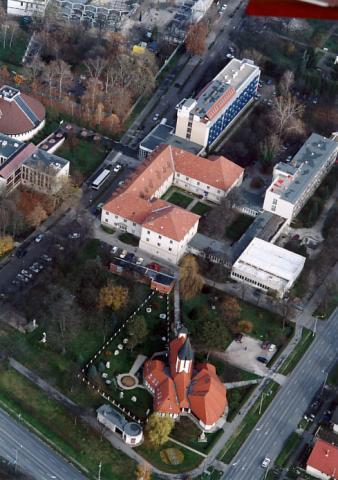

豪爾卡尼是匈牙利的城鎮，位於該國南部，由巴蘭尼亞州負責管轄，距離首府佩奇26公里，面積25.69平方公里，2011年人口4,052，其中約六成居民信奉天主教。

## 友好城市
- 羅馬尼亞伯伊萊圖什納德
- 塞爾維亞Bačko Petrovo Selo